# Umberto Damaro
Umberto Damaro (ur. 6 marca 1986 w Velletri) – włoski siatkarz, występujący obecnie w Serie A w drużynie Top Volley Latina. Gra na pozycji przyjmującego. Mierzy 190 cm.

## Kariera
- 2002–2005 A.S. Velletri (ITA)
- 2005– Top Volley Latina (ITA)